# Barlovento
Barlovento est une commune de la province de Santa Cruz de Tenerife dans la communauté autonome des Îles Canaries en Espagne. Elle est située sur la côte nord-est de l'île de La Palma.

## Géographie

### Localisation

Localisation de l'île de La Palma dans les Îles Canaries.
Localisation de Barlovento dans l'île de La Palma.

|         | Océan Atlantique |                     |
| Garafía | Barlovento       | San Andrés y Sauces |
|         | El Paso          |                     |

### Villages de la commune
- Barlovento (712)
- Las Cabezadas (458)
- La Cuesta (333)
- Gallegos (334)
- Lomo Machin (312)
- Las Paredes (101)
- La Tosca (59)
- La Palmita (49)
- Topaciegas (25)

Entre parenthèses figure le nombre d'habitants de chaque village en 2007.

## Démographie
| Année | Population | Densité |
| ----- | ---------- | ------- |
| 1991  | 2 644      | 60,71   |
| 1996  | 2 488      | 57,13   |
| 2001  | 2 382      | 54,13   |
| 2002  | 2 378      | 57,13   |
| 2003  | 2 367      | 54,35   |
| 2004  | 2 350      | 53,96   |
| 2006  | 2 506      | 47,21   |
| 2007  | 2 383      | 54,72   |
| 2008  | 2 387      | 54,81   |
| 2009  | 2 363      | 54,26   |